# Krzysztof Antoni Kuczyński
Krzysztof Antoni Kuczyński (ur. 2 kwietnia 1948 w Jeleniej Górze) – profesor doktor habilitowany nauk humanistycznych, specjalność: germanistyka, literaturoznawstwo, niemcoznawstwo, politologia.

## Życiorys
Jest synem Stefana Marii Kuczyńskiego. 
W roku 1971 ukończył studia germanistyczne na Uniwersytecie Łódzkim. Pracuje w Uniwersytecie Łódzkim. Tytuł profesora otrzymał 18 lutego 1992. 1 lutego 2002 roku został powołany przez Ministra Edukacji Narodowej i Sportu na stanowisko rektora Państwowej Wyższej Szkoły Zawodowej we Włocławku. W 2007 roku został wybrany na drugą kadencję, przypadającą na lata 2007–2011.

## Osiągnięcia naukowe
Jest autorem lub współautorem wielu publikacji z zakresu literaturoznawstwa germanistycznego i niemcoznawstwa. Autor prac naukowych i popularnonaukowych, w tym książek z dziedziny literatury niemieckiej XIX i XX w., historii stosunków niemiecko-polskich oraz współczesnej literatury niemieckiego obszaru językowego ze szczególnym uwzględnieniem polsko-niemieckich i polsko-austriackich powinowactw literackich i kulturalnych. W kręgu jego zainteresowań naukowych znajdują się przede wszystkim: recepcja literatury polskiej w RFN, wielcy tłumacze – K. Dedecius, K. Staemmler, obraz Polski w literaturze niemieckiej, literatura polska w Austrii, wybitni austriacko-polscy autorzy nad Dunajem (O. J. Tauschinski, G. Leber-Hagenau, B. Miązek, A. Zieliński), życie i twórczość Gerharta i Carla Hauptmannów, a ponadto: dzieje filologii germańskiej w Polsce, tematyka Niemców łódzkich, niemiecka Ostforschung, a także: wybrani pisarze i publicyści powojennej RFN (m.in. G. Wallraff, I. Bachmann. H. H. Kirst, H. Bienek, M. Dönhoff). Badacz twórczości translatorskiej Karla Dedeciusa.
Redagował m.in. zeszyty naukowe w Płocku, Włocławku, Częstochowie i Piotrkowie Trybunalskim, natomiast na macierzystej uczelni był redaktorem naczelnym pisma „Folia Germanica”. Był współzałożycielem i przez dwie kadencje prezesem Polskiego Towarzystwa im. Gerharta Hauptmanna, jest członkiem Rady Programowej lubelskiego periodyku „Forum Polonijne”, członkiem Gerhart-Hauptmann-Kuratorium, członkiem Rady Programowej „Biblioteki Dolnego Śląska” Oficyny Wydawniczej ATUT we Wrocławiu, konsultantem naukowym Muzeum Miejskiego „Dom Gerharta Hauptmanna” w Jeleniej Górze-Jagniątkowie, współpracuje także z „Kroniką” – pismem Uniwersytetu Łódzkiego. W latach 2001–2018 był kierownikiem Katedry Badań Niemcoznawczych UŁ, a ponadto redaktorem 3 periodyków naukowych: „Niemcy – Austria – Szwajcaria”, „Carl und Gerhart Hauptmann-Jahrbuch” oraz „Rocznik Karla Dedeciusa”.

## Publikacje (wybór)[6]
- Deutsch-polnische Literaturbeziehungen des 19. und 20. Jahrhunderts., Łódź 1980;
- Literatura Republiki Federalnej Niemiec w Polsce, Łódź 1981;
- Polnische Literatur in deutscher Übersetzung von den Anfängen bis 1985. Eine Bibliographie, Darmstadt 1987;
- Prawda i mit. Studia i szkice z polsko-niemieckich stosunków literackich, Warszawa 1990;
- Gerhart Hauptmann. Annäherungen und Neuansätze, Warszawa 1991;
- Das literarische Antlitz des Grenzlandes, Frankfurt/M 1991;
- Z dziejów germanistyki historyczno-literackiej w Polsce. Studia i materiały, Łódź 1991;
- Gerhart Hauptmann – Autor des XX. Jahrhunderts, Würzburg 1991 (współaut.);
- Polskie fale Dunaju. Polsko-austriackie powinowactwa kulturalne, Częstochowa 1992 (współaut.);
- Munera Philologica. Georgio Starnawski ab amicis collegis discipulis oblata, Łódź 1992 (współaut.);
- Gerhart Hauptmann w krytyce polskiej 1945-1990, Wrocław 1992 (współaut.);
- Im Dialog mit der interkulturellen Germanistik, Wrocław 1993 (współaut.);
- Ludzie i książki. Z polsko-niemiecko-austriackiego pogranicza kulturowego XX wieku, Piotrków Trybunalski 1995;
- Gerhart Hauptmann. Internationale Studien, Łódź 1996 (współaut.)
- Gerda Leber – Hagenau a stosunki polsko-austriackie w XX wieku, Toruń – Płock 1998 (współaut.)
- Z dziejów stosunków polsko-niemieckich, Łódź 1998 (współaut.);
- Polska – Austria. Drogi porozumienia, Łódź 1999 (współaut.)
- Czarodziej z Darmstadt. Rzecz o Karlu Dedeciusie, Łódź 1999;
- Karl Dedecius – ambasador kultury polskiej w Niemczech, Łódź 2000 (współaut.)
- Niemcy w dziejach Łodzi do 1945 roku, Łódź 2001 (współaut.)
- Śladami wielkiego dziedzictwa. O pisarstwie Carla i Gerharta Hauptmannów, Wrocław 2001 (współaut.)
- Wielobarwność pogranicza. Polsko-austriackie kontakty literackie, Wrocław 2001;
- Weggefahrten Gerhart Hauptmanns. Förderer – Biographen – Interpreten, Würzburg 2002 (współaut.)
- Między Renem a Wisłą. Studia i szkice o niemiecko-polskich powinowactwach kulturalnych, Wrocław 2002;
- Niemcy – Austria – Polska w XIX i XX wieku, Łódź 2003 (współaut.)
- Odszukać w starym domu zapomnianą pamięć. O życiu i twórczości ks. prof. Bonifacego Miązka, Londyn 2005
- Księga pamiątkowa ku czci Ks. Prof. Bonifacego Miązka, Londyn 2005 (współaut.)
- Lodz in der deutschsprachigen Literatur. Eine Anthologie, Łódź 2005 (współaut.)
- „Kiedy przyjadę w te strony musi być słońce...” Uroczystości z okazji 70. rocznicy urodzin Ks.Infułata prof. Bonifacego Miązka, Łódź 2005 (współaut.)
- Wizerunek Łodzi w literaturze, kulturze i historii Niemiec i Austrii, Łódź 2005 (współaut.)
- Gerhart Hauptmanns Freundeskreis. Internationale Studien, Włocławek 2006 (współaut.)
- W kręgu polskiej literatury współczesnej, Łódź 2009 (współaut.)
- .”Niezatarte świadectwo...” Życie i dzieło Henryka Bereski, Włocławek 2010 (współaut.)
- Powrót do domu. Księdzu Infułatowi prof. B. Miązkowi w 75.rocznicę urodzin, Łódź 2010 (współaut.)
- Wśród ludzi i książek. Rozprawy – wspomnienia – wywiady, Włocławek 2011;
- Pół wieku tłumaczenia. Rozmowy z Karlem Dedeciusem 1959-2009, Płock 2011 (współaut.);
- Karl Dedecius. Szkice z życia i twórczości, Płock 2011;
- Carl Hauptmann w polskiej nauce i krytyce literackiej, Włocławek 2012 (współaut.)
- „I znów błyszczą moje góry...” Szkice o Carlu Hauptmannie, Włocławek 2014 (współaut.)
- Austria i stosunki polsko – austriackie w XX wieku, Łódź 2014 (współaut.)
- Carl Hauptmann i krąg jego przyjaciół, Jelenia Góra – Szklarska Poręba 2014 (współaut.)
- Pogmatwane drogi. Polsko – niemieckie studia o literaturze i kulturze XX wieku, Włocławek 2015
- Barwy duszy. O życiu i twórczości Stanisława Rogali, Kielce 2016 (współaut.)
- Karl Dedecius, Łódź 2017
- Die Botschaft der Bücher. Leben und Werk von Karl Dedecius, Wrocław 2018 (współaut.)
- W kręgu Carla i Gerharta Hauptmannów, Jelenia Góra 2018